# Distretto di Chadín
Il distretto di Chadin è uno dei diciannove distretti  della provincia di Chota, in Perù. Si trova nella regione di Cajamarca e si estende su una superficie di 66,53 chilometri quadrati.

Istituito il 18 settembre 1942, ha per capitale la città di Chadin; al censimento 2005 contava 4.344 abitanti.